# Ziekte van Sanfilippo
De ziekte van Sanfilippo, syndroom van Sanfilippo of mucopolysacharidose-III is een erfelijke stofwisselingsziekte, die behoort tot de groep lysosomale stapelingsziekten en gepaard gaat met een progressieve (geleidelijk erger wordende) mentale retardatie en andere afwijkingen, onder meer van de hersenen en het hart. De ziekte wordt veroorzaakt doordat een van de enzymen die nodig zijn voor de afbraak van de stof heparansulfaat ontbreekt, waardoor deze stof zich ophoopt in de cel. De ziekte van Sanfilippo behoort tot de mucopolysacharidosen: ze wordt ook wel MPS III genoemd.

## Geschiedenis
In 1917 beschreef Hunter en in 1919 Hurler patiënten met een grof gelaat en skeletafwijkingen. In 1942 werd het erfelijke karakter van deze ziekten onderkend. In 1952 toonde Brante de stapeling van de mucopolysachariden (koolhydraten die een onderdeel vormen van steunweefsels zoals kraakbeen) dermatansulfaat en heparansulfaat aan in de lever en hersenvliezen van patiënten met deze ziekten die daarom mucopolysacharidosen werden genoemd. In 1958 werd de ziekte van Sanfilippo beschreven door Meyer en later door Meyer en S.J. Sanfilippo. In 1961 wordt Sanfilippo onderkend als aparte ziekte. In 1964 wordt onderkend dat de ziekte van Hunter, ziekte van Hurler en Sanfilippo berusten op enzymdeficiënties.
In 1971 werden Sanfilippo A en B van elkaar onderscheiden. In 1973 werd het deficiënte enzym van Sanfilippo A aangetoond. In 1978 werd Sanfilippo C en in 1980 Sanfilippo D beschreven.

## Oorzaak
De ziekte van Sanfilippo ontstaat door een ophoping van heparansulfaat in de hersenen en in mindere mate ook in andere weefsels.
Heparansulfaat is een bestanddeel van onder andere bindweefsel, dat tijdens de stofwisseling in de cel ontstaat en door het lichaam van gezonde mensen weer kan worden afgebroken in de lysosomen door enzymen. Het lichaam van patiënten met de ziekte van Sanfilippo kan een van deze enzymen niet maken, waardoor de stof heparansulfaat zich gaat ophopen ('stapeling') in de cellen en daar op den duur ernstige schade veroorzaakt. In plaats van stofwisselingsziekte spreekt men daarom ook wel van een 'stapelingsziekte'. Heparansulfaat is een “mucopolysacharide”. De ziekte van Sanfilippo is een van de “mucopolysacharidosen”.
Biochemisch en genetisch zijn er vier typen Sanfilippo, die wat de symptomen betreft, nauwelijks of niet van elkaar verschillen. Alle worden gekenmerkt door stapeling van het mucopolysachararide heparansulfaat. De ontbrekende (deficiënte) enzymen zijn;
1. Heparan N-sulfatase (Sanfilippo type A), waarvoor het gen gelegen is op chromosoom 17; (17q25.3)
2. alpha-N-acetylglucosaminidase (Sanfilippo type B), gen ligt eveneens op chromosoom 17 (op 17q21)
3. acetyl-CoA-alpha-glucosaminide-N-acetyltransferase (Sanfilippo type C); gen op chromosoom 8 (8p11.1)
4. N-acetyl-glucosamine-6-sulfaat-sulfatase (Sanfilippo type D), gen op chromosoom 12 (12q14).

## Erfelijkheid
Alle vier de subtypen van de ziekte van Sanfilippo erven autosomaal recessief over. Dat wil zeggen dat alleen ouders die beiden drager zijn van hetzelfde type Sanfilippo, een kind met deze aandoening kunnen krijgen. Heterozygote dragers van de ziekte van Sanfilippo hebben zelf in het geheel geen verschijnselen. Binnen een gezin met de ziekte van Sanfilippo is de herhalingskans 25%. De helft van de kinderen zal heterozygoot zijn.
Een gezonde broer of zus van een patiënt met Sanfilippo heeft dus 2/3 kans op dragerschap. Deze heterozygote dragers hebben alleen een verhoogde kans op een kind met Sanfilippo als de partner drager is van hetzelfde type Sanfilippo. Deze kans is, gezien de prevalentie van de ziekte van Sanfilippo van 1 op 24000 geboorten, groter als de ouders familie zijn van elkaar.

## Verschijnselen
De ziekte van Sanfilippo verschilt ingrijpend van de andere mucopolysacharidosen. Er is, anders dan bij de andere mucopolysacharidosen sprake van een minimaal afwijkend uiterlijk, er zijn geen afwijkingen van het skelet, en het hoornvlies wordt niet troebel.
De ernstige verstandelijke beperking en de neurologische afwijkingen staan daarentegen sterk op de voorgrond. Het is dan ook alleen biochemisch relevant de ziekte van Sanfilippo te bezien als een mucopolysacharidose. Voor het overige kan ze daar beter van los gezien worden.
Over het algemeen zou type A vroeger verschijnselen geven dan type B, C of D, een sneller verloop kennen en op vroegere leeftijd tot de dood leiden. De vrij kleine series die aan deze waarnemingen ten grondslag liggen, moeten wel tot voorzichtigheid manen.

### Ontwikkeling
Ongeveer een derde deel van de kinderen met de ziekte van Sanfilippo ontwikkelt zich aanvankelijk normaal. Bij veel patiënten is de ontwikkeling echter van het begin af aan vertraagd; deze kinderen gaan dan laat praten en lopen. Het is in deze gevallen niet duidelijk of de achteruitgang vroeg inzet, dan wel of het kind in de baarmoeder al beschadigd is geraakt.
De voortgaande stapeling van heparansulfaat veroorzaakt een in de kleutertijd beginnende achteruitgang. Die uit zich in een verloren gaan van aangeleerde vaardigheden: liedjes worden door elkaar gehaspeld, tekenen wordt krassen. Ook de spraak en het begrijpen van gesproken taal verdwijnen. De snelheid waarmee deze achteruitgang plaatsvindt, verschilt van kind tot kind.
Gedragsproblemen staan in het begin van de ziekte nogal eens op de voorgrond. Kinderen die tevoren normaal gedrag vertonen worden onrustig, opgewonden en prikkelbaar. Sommigen worden agressief en vernielzuchtig. Anderen worden teruggetrokken en verliezen het contact met hun omgeving. Veel kinderen steken van alles in de mond en kauwen er op.
Slaapstoornissen treden veelvuldig op. Veel kinderen zijn een groot deel van de nacht onrustig. Sommigen zijn in periodes de gehele nacht wakker.

### Motorische problemen en epilepsie
Later in het leven ontwikkelt zich een lichamelijke handicap; verlammingsverschijnselen die gepaard gaan met toegenomen spierspanning (“spastische verlamming”). Deze ontstaat bij sommigen al op de leeftijd van zes jaar, bij anderen pas op volwassen leeftijd. De spastische verlamming kan gepaard gaan met vergroeiingen als een verkromming van de wervelkolom, heupen die uit de kom groeien, verkorte spieren contracturen.
Een deel van de patiënten met de ziekte van Sanfilippo ontwikkelt epilepsie door de verdergaande hersenbeschadiging.
“Blikkrampen” waarbij de ogen onbedwingbaar naar het plafond trekken, zijn beschreven en berusten mogelijk op een beschadiging van hersengedeelte dat het mesencephalon heet. Terughoudendheid met antipsychotica lijkt op zijn plaats.

### Uiterlijke kenmerken
Kinderen met Sanfilippo zijn vaak stevig gebouwd en hebben vaak een vrij groot hoofd. Het laatste kan het gevolg zijn van uitgezette ventrikels (vochtkamers van de hersenen), van het dikke schedeldak, van het stugge haar, of van alle tezamen. Naar analogie van de andere mucopolysacharidosen wordt wel gesproken van gargoylisme. Deze term is echter misleidend. Het gelaat van kinderen met de ziekte van Sanfilippo lijkt nauwelijks op het grove gelaat van kinderen met andere vormen van mucopolysacharidose. Ook hier blijkt weer dat Sanfilippo biochemisch weliswaar verwant is aan de andere mucopolysachariden, maar klinisch niet. De uiterlijke kenmerken worden met het opgroeien geleidelijk aan minder duidelijk.

### Zintuiglijke problemen
Er zijn aanwijzingen dat patiënten met het syndroom van Sanfilippo slechter horen.
Bij patiënten met de ziekte van Sanfilippo zijn oogafwijkingen beschreven zoals stippeling van het hoornvlies, bijziendheid, astigmatisme, grijze staar en gele vlekken op het netvlies.

### Stapeling in andere organen
Bij kinderen worden nogal eens veelvuldig en lang aanhoudende infecties gezien, mogelijk door stapeling in het beenmerg. Skeletafwijkingen, zoals een dik schedeldak en wervelafwijkingen, zijn licht en verdwijnen in de loop der jaren. Bij kinderen wordt nogal eens diarree gezien. Bij kinderen worden zowel een vergrote lever als een vergrote milt gezien, die op volwassen leeftijd normaliseren.
Stapeling in het hart is meerdere keren beschreven. Stapeling in het blad van de hartklep tussen de linkerboezem en de linkerhartkamer leidt tot verdikking van deze klep. Stapeling in de hartspier kan tot verdikking van de ventrikelwand leiden, verdikking van het harttussenschot kan leiden tot vernauwing van het uitstroomtraject, dus een subvalvulaire aortastenose.

## Diagnose
Wanneer er klinische verdenking is, kan de urine onderzocht worden op uitscheiding van heparansulfaat. Vervolgens zullen in lymfocyten (witte bloedcellen) dan wel in fibroblasten (uit de huid) de vier bij de afbraak van heparansulfaat betrokken enzymen worden bepaald, zodat een bevestiging van de diagnose wordt verkregen, alsmede een precieze typering als de ziekte van Sanfilippo A, B, C of D.

## Therapie
Een oorzakelijke behandeling is niet mogelijk.
Wel wordt op verschillende plaatsen geprobeerd met beenmergtransplantatie op de leeftijd van ongeveer 2 jaar het verloop te beïnvloeden. Dit procedé is bij enkele andere mucopolysacharidosen effectief gebleken. Bij de ziekte van Sanfilippo was het effect in  2010 nog niet duidelijk.

## Prognose
Het tijdstip van opname in een voorziening voor verstandelijk gehandicapten zal van patiënt tot patiënt verschillen. In de loop van het leven zullen de gedragsproblemen afnemen, en de patiënt daarentegen steeds verder afhankelijk worden van zijn omgeving. Aan het eind van het leven zullen nogal eens slikstoornissen optreden, die de behandelaar soms voor de keus zet of er over gegaan zal worden op sondevoeding, bijvoorbeeld via een PEG, een door de buikwand gelegde maagsonde.
In de wat oudere literatuur wordt als gemiddelde leeftijd van overlijden vaak nog 20 tot 30 jaar genoemd. Geleidelijk aan echter, worden ook deze verstandelijk gehandicapten ouder en is 40, zelfs 50 jaar en ouder geen zeldzaamheid meer.